# Ivan Petunin
Ivan Petunin, noto anche con lo pseudonimo di Walkie (in russo Иван Витальевич Петунин?; Belorechensk, 24 maggio 1995 – Krasnodar, 30 settembre 2022), è stato un rapper e attivista russo.

## Biografia
Nel 2016 Walkie ha pubblicato il brano звезды ("stelle"), con la partecipazione del popolare artista ucraino Artem Loik. Ha partecipato inoltre al web contest "Battle of Rap", accreditandosi tra i rapper emergenti in Russia. Nel 2018 ha pubblicato il suo primo album, Mental. Il giorno stesso della morte, avvenuta per suicidio, ha inoltre pubblicato il suo nuovo album sui siti di media streaming, dal titolo Walk Out Boy 3. Aveva circa 40 mila ascoltatori mensili su Spotify e una sua canzone aveva ottenuto 2 milioni di visualizzazioni.
Si è suicidato il 30 settembre 2022 a Krasnodar come atto di protesta: la notizia della sua morte è stata riportata da testate russe, come "93.ru", Kommersant e altre, e poi dalla stampa internazionale. Poche ore prima del ritrovamento del suo corpo Petunin ha pubblicato un video messaggio su Telegram (poi rimosso dal social, ma ripreso dalle testate russe) in cui ha fornito le motivazioni delle sue intenzioni e le sue ferme convinzioni pacifiste. Tra le motivazioni vi erano sia il timore di un prossimo allargamento della mobilitazione militare russa nella Crisi russo-ucraina, che la sua contrarietà, per principio, ad uccidere:
(Walkie, 30 settembre 2022)

## Discografia

### Album
- 2018 – Mental (2018)
- 2022 – Walk Out Boy 3

### Singoli
- 2016 – Zvezdy